# Маленькие комедии большого дома (спектакль)
«Маленькие комедии большого дома» — спектакль Московского театра Сатиры, поставленный Валентином Плучеком в 1973 году по одноимённой пьесе Аркадия Арканова и Григория Горина. В 1974 году спектакль был записан по трансляции для телевидения на чёрно-белую плёнку.

## Сюжет
Несколько сюжетов из жизни большого московского дома; действие происходит в начале 1970-х годов.

### Смотровой ордер
Первый сюжет посвящён «квартирному вопросу». Молодые супруги Ивано́вы, произведя на свет тройню, получают 4-комнатную квартиру и со свекровью готовятся к переезду в Чертаново. Смотреть освобождающуюся квартиру приходят Ива́новы — мать с сорокалетним сыном и его невестой. Мать Ива́нова не устраивает его невеста из Тюмени, да и сам брак она считает преждевременным — у сына на носу защита кандидатской диссертации, но ради получения 2-комнатной квартиры с женитьбой приходится смириться. Однако выясняется, что кандидату наук по закону полагается 20 метров дополнительной площади и, стало быть, сын после защиты сможет получить 2-комнатную квартиру безо всякой женитьбы. Свадьба отменяется, невеста может лететь обратно в свою Тюмень. Но неожиданно обнаруживается, что она беременна — и вновь становится желанной: с ребёнком и с кандидатской степенью молодые смогут претендовать на 3-комнатную квартиру. Но невеста, уже убедившаяся, что её жених является откровенным  «маменькиным сынком» и совершенно ничего сам не может решить, больше не хочет выходить замуж, а решает ехать назад в Тюмень и делать там аборт. Мать Ивано́ва её отговаривает, и Ивано́вы забирают её с собой в Чертаново.

### Грабёж
Второй сюжет посвящён проблеме, которая в эпоху «развитого социализма» именовалась «вещизмом». Недавний провинциал по имени Алик вспоминает, как приехав однажды в Москву в командировку, он познакомился с симпатичной москвичкой, как они друг другу показывали город: он ей — Третьяковскую галерею, Александровский сад, храм Василия Блаженного, она ему — ЦУМ, ГУМ и т. д. Вскоре они поженились. Теперь Алик с трудом передвигается по заставленной мебелью и заваленной всевозможными вещами квартире. Она превращена в музей: вещи нельзя трогать, мебелью нельзя пользоваться и т. д.
В квартиру забирается вор. После небольшой перепалки Алик разрешает ему уйти, но сделать это оказывается невозможно: вор никак не может выбраться из комнаты. Алик требует, чтобы он всё-таки ограбил квартиру — в противном случае грозится вызовом милиции. Вор сопротивляется, и тогда, поведав ему подробности своей семейной жизни, Алик заставляет его прочувствовать всю незавидность своего положения. Проникнувшись состраданием, грабитель соглашается помочь ему найти управу на супругу.[как?]

### Московская серенада
Третий сюжет представляет несколько семей дома. Современный «Ромео» под балконом в стихах объясняется в любви своей «Джульетте»; но она замужем и просит поклонника не тревожить сон соседей. Тогда он, забираясь к возлюбленной на балкон, срывается, падает — и будит весь дом. Одни принимают его за грабителя, другие за любовника замужней соседки. Но пылкий влюблённый оказывается мужем «Джульетты». Их любовь заставляет другие супружеские пары задуматься о своих взаимоотношениях.

### Звуковое письмо
Монолог отца, которому никак не удаётся поговорить по душам со своим выросшим сыном. Чтобы хоть как-то заставить сына выслушать его, отец записывает своё обращение на пластинку под любимые мелодии сына.

### «Пой, ласточка, пой!»
Начальник ЖЭКа Николай Степанович, пользуясь своей властью, а порой прибегая и к открытому шантажу, из жильцов дома создал хор, пригласил профессионального хорового дирижёра и теперь принуждает участников хора являться на репетиции. В обоснование этого мероприятия Николай Степанович сообщает о некоем районном смотре художественной самодеятельности. Но энтузиазма у «хористов» всё равно нет, а узнав, что смотр — выдумка начальника, они и вовсе разбегаются, возмущённые. Остаётся только пожилая дама-аккомпаниатор, которой он рассказывает, что хотел просто сдружить жильцов. Чтобы как-то поддержать Николая Степановича, она предлагает ему попытаться петь самому. Они поют вдвоём, и постепенно, один за другим подтягиваются остальные жильцы, включаются в процесс и вдруг обнаруживают, что от пения можно получать удовольствие — если петь просто для души.

## В ролях

### «Смотровой ордер»
- Борис Кумаритов — Виктор Ивано́в
- Лилия Шарапова — Надя, жена Виктора
- Татьяна Пельтцер — Мария Ивановна, мать Виктора
- Надежда Каратаева — Серафима Ивановна Ива́нова
- Виктор Рухманов — Валентин, сын Серафимы Ивановны
- Людмила Селянская — Юля, невеста Валентина

### «Грабёж»
- Андрей Миронов — Алик
- Наталья Защипина — Оля, жена Алика
- Спартак Мишулин — грабитель

### «Московская серенада»
- Екатерина Градова — жена, влюблённая в своего мужа
- Александр Диденко — муж, влюблённый в свою жену
- Нина Архипова — Женя
- Юрий Авшаров — муж Жени
- Зоя Зелинская — Лариса, певица
- Даниил Каданов — Славик, её муж
- Владимир Кулик — Юрик, крепкий мужчина
- Валентина Шарыкина — Татьяна, его жена
- Зиновий Высоковский — Тенгиз
- Нина Феклисова — Дуся, его жена

### «Звуковое письмо»
- Александр Ширвиндт — отец 16-летнего сына

### «Пой, ласточка, пой»
- Анатолий Папанов — Николай Степанович, начальник ЖЭКа
- Михаил Державин — Пётр Евгеньевич, дирижёр хора
- Валентина Токарская — Кира Платоновна, аккомпаниатор
- Георгий Тусузов — Егор Баронович, химик
- Фёдор Димант — Федя
- Вадим Завьялов — зять
- Галина Степанова — Галина Михайловна
- Бронислава Тронова — Бронислава
- Наталья Фекленко — Наталья
- Наталья Энке — Мария
- Владимир Ушаков — Михаил, муж Марии
- Вячеслав Гронин — Толя, милиционер-меломан
- Юрий Соковнин — Юрик

## Создатели спектакля
- Режиссёр-постановщик: Валентин Плучек
- Режиссёры: Андрей Миронов, Александр Ширвиндт
- Художник-постановщик: Борис Мессерер
- Композитор: Давид Тухманов